# Alex Pella
Alex Pella (né le 2 novembre 1972 à Barcelone, Espagne) est un navigateur et un skipper professionnel espagnol. Alex Pella est le premier et unique espagnol à avoir gagné une course transocéanique en solitaire, la Route du Rhum. Le navigateur Alex Pella a battu, le 26 janvier 2017, le record absolu du tour du monde à la voile, dans le Trophée Jules Verne, avec le sophistiqué Trimaran IDEC. Alex et les autres équipiers ont réalisé la plus rapide circumnavigation du globe en 40 jours, 23 heures, 30 minutes et 30 secondes.

## Biographie
Alex Pella est né à Barcelone le 2 novembre 1972 dans une famille liée au monde de la voile. Second de quatre frères, tous marins professionnels ou experts de la voile, Alex commence à naviguer très tôt à bord du voilier familial. Alex a couru avec toutes sortes de voiliers de course, depuis les plus légers jusqu’aux maxi multicoques les plus sophistiqués. Au cours des années, Alex s’est concentré sur la navigation océanique en équipage réduit, en solitaire ou à deux.
Alex Pella est coureur professionnel. Il découvre sa passion pour la navigation en solitaire à la fin des années 1990, lorsqu’il était préparateur de deux voiliers Figaro Bénéteau espagnols. Lors de sa première course en solitaire, la mythique Mini Transat 6.50, Alex remporte le meilleur résultat de cette épreuve jamais obtenu par un participant non français. A
Il obtient la troisième place en 2003, puis la deuxième en 2005, gagnant l’étape entre les Canaries et le Brésil. Alex Pella est le premier espagnol à gagner une étape d’une course transocéanique en solitaire.
Plus de dix années plus tard, après avoir couru dans plusieurs séries (IMOCA, Maxi-Multicoques), Alex gagne la Route du Rhum 2014 en Class 40 (avec 43 bateaux dans sa catégorie) et devient ainsi le premier Espagnol à remporter une Transat. Premier Espagnol à entrer dans la légende du Route du Rhum, vainqueur de la 10e édition de la Route du Rhum - Class40, Sur Tales II, Class40, il bat le record de la Route du Rhum en 16 jours, 17 heures, 47 minutes et 8 secondes le 19 novembre 2014.
En 2019, il participe à Brest Atlantiques avec le trimaran Actual Leader (ex Sodebo 2), avec Yves le Blevec et avec Ronan Gladu (Mediaman).

## Palmarès
2021 :
- 1er RORC Transatlantic Race, sur Multi50 "Rayon Vert"[8]
- Circuit Ultim 32/23
- Circuit Vieux Gréements, sur le S&S (Sparkman & Stephens) "Galvana" des frères Pella

2020 :
- 3e RORC Caribbean 600 - Swan Challenges Series, sur le Swan65 S&S (Sparkman & Stephens) "Libelula"
- Circuit Ultim 32/23

2019 :
- 3e Brest Atlantiques, sur le Ultim "Actual Leader" avec Yves Le Blevec
- Circuit Ultim 32/23 (Armen Race, Fastnet Race...etc.)
- 3e Défi Atlantique, sur le Class 40 "Made in Midi" avec Kito de Pavant
- 2e Panerai Transat Classique, sur le Yawl Olin Stephens "Stiren"

2018 :
- Record Hong Kong - Londres, Route du Thé, en 36 jours, 2 heures, 37 minutes et 12 secondes, sur MOD70 Maserati de Giovanni Soldini[9],[10],[11]
- 3e Swan Cup, sur le Swan65 S&S (Sparkman & Stephens) "Libelula"
- Circuit Vieux Gréements, sur le S&S (Sparkman & Stephens) "Galvana" des frères Pella

2017 :
- 1er Transat Jacques Vabre catégorie Multi 50 en 10 jours, 19 heures, 14 minutes et 19 secondes, en double avec Lalou Roucayrol sur Arkema[12]
- Trophée Jules Verne, record absolu du tour du monde à la voile[13], sur Trimaran IDEC de Francis Joyon, terminé en 40 jours 23 heures, 30 minutes et 30 secondes[14]
- 2e The Bridge 2017, sur Trimaran IDEC
- Record de l'Océan Indien Sud en 5 jours, 21 heures, 7 minutes et 45 secondes, sur Trimaran IDEC[15]
- Record de l'Océan Pacifique Sud en 7 jours, 21 heures, 13 minutes et 31 secondes, sur Trimaran IDEC[16]
- Record de l'Equateur à l' Equateur en 29 jours, 9 heures, 10 minutes et 55 secondes, sur Trimaran IDEC[17]
- Circuit Vieux Gréements, sur le S&S (Sparkman & Stephens) "Galvana" des frères Pella

2016 :
- Trophée Jules Verne, tentative infructueuse sur Trimaran IDEC, de Francis Joyon. Tour du monde à la voile terminé en 47 jours, 14 heures et 47 minutes[18]
- Remplaçant du skipper français Kito de Pavant, pour la course Vendée Globe
- Circuit 60 pieds IMOCA
- Chavirage et abandon Transat Québec-Saint-Malo, sur "MOD70 Musandam Oman-Sail"
- Circuit Vieux Gréements, sur le S&S (Sparkman & Stephens) "Galvana" des frères Pella

2015:
- Record de l'Océan Indien en 6 jours, 23 heures et 4 minutes, sur Trimaran IDEC, entre le Cap des Aiguilles en Afrique du Sud (20°Est) et Cap Sud-Est en Tasmanie (146°49 Est)[19]
- Record du Tour d'Irlande en 40 heures, 51 minutes et 57 secondes, sur "MOD70 Musandam-Oman Sail"[20]
- 1er Sailing Arabia – The Tour, sur “EFG Bank (Monaco)” de Sidney Gavignet

2014:
- 1er Vainqueur de la Route du Rhum, sur “Tales II”[21].
- Record Route du Rhum – Class40  en  16 jours, 17 heures, 47 minutes et 8 secondes, sur “Tales II”[22]
- Premier et unique espagnol à avoir gagné une course transocéanique en solitaire
- Circuit Class40

2013:
- 1er Tour d’Europe, Route des Princes, à bord du Maxi-Trimaran, Prince de Bretagne 80 de Lionel Lemonchois
- Circuit Multicoques Océaniques
- 2e Transat Jacques Vabre catégorie Class40, en double avec Pablo Santurde, sur “Tales II” de Gonzalo Botín
- Circuit Class40

2012:
- Circuit 60 pieds IMOCA
- 4e Tour d’Europe, Europa Warm UP, sur “Groupe Bel” de Kito de Pavant
- Remplaçant du skipper français Kito de Pavant, pour la course Vendée Globe

2011:
- Circuit 60 pieds IMOCA
- 4e Barcelona World Race (Tour du Monde à deux, 30.000 milles), sur “Estrella Damm”

2010:
- 1er Championnat du Monde de la Class40, sur “Tales” de Gonzalo Botín
- 3e Tour d’Espagne, La Vuelta a España, en équipage, sur “Estrella Damm”
- Record New York – Barcelone en 12 jours, 6 heures, 3 minutes et 48 secondes , sur “Estrella Damm”[23]
- Circuit IMOCA 60

2009:
- 4e Au Tour d’Europe, Istanbul Europa Race, sur “Virbac Paprec” de Jean Pierre Dick
- 5e Transat Jacques Vabre (Transocéanique à deux), sur “W Hotels”
- Circuit 60 pieds IMOCA

2008:
- 2e au Championnat du Monde de la Class40
- Circuit Class40, à deux, sur “Tales” de Gonzalo Botín

2007:
- Record Denia – Ibiza en 5 heures, 38 minutes et 11 secondes, sur “Generalitat Valenciana”[24]
- Circuit Mini Transat 6.50, en solitaire, sur “Generalitat Valenciana”
- Démâtage et abandon lors de la Mini Transat 6.50

2006:
- Circuit Med Cup en Classe TP 52, sur “BRIBÓN”, de S.M Juan Carlos I
- Circuit Mini Transat 6.50, en solitaire, sur “Open Sea”

2005:
- 2e Mini Transat 6.50 (Transocéanique en solitaire, 90 participants), sur “Open Sea-Team Work”
- Premier et unique espagnol à avoir gagné une étape d’une course transocéanique en solitaire
- Circuit Mini Transat 6.50 sur “OpenSea”

2004:
- Circuit IMS sur “Azur de Puig” de S.A.R L’ infante Cristina
- Circuit Mini Transat 6.50 sur “Open Sea”, en solitaire et à deux
- Préparateur du trimaran ORMA 60 “GITANA”

2003:
- 3e Mini Transat 6.50 (Transocéanique en solitaire, 90 participants) sur “Santiveri-Texknit”
- Premier podium espagnol en course transocéanique en solitaire
- Circuit Mini Transat 6.50, sur “Sampaquita”

## Prix
- Prix Juan Sebastian Elcano 2019
- Élu meilleur navigateur espagnol Année 2014
- Trophée Course Open UNCL (Union Nationale pour la Course au Large)[25]
- Élu meilleur navigateur espagnol Année 2013
- Élu meilleur navigateur espagnol Année 2003

### Filmographie
- 2017: "Informe Robinson: La vuelta al mundo de Alex Pella" Le Tour du Monde d'Alex Pella
- 2014: "Esta es la victoria de todos" - Route du Rhum Documentaire Alex Pella
- 2013 : Skipper de l’IMOCA 60 “DCNS” pour le tournage du film En solitaire de Christophe Offenstein Making-of "En solitaire"